# Fabio Ponsi
Fabio Ponsi, né le 12 février 2001 à Pietrasanta en Italie, est un footballeur italien, qui évolue au poste d'arrière gauche au Modena.

## Biographie

### En club
Né à Pietrasanta en Italie, Fabio Ponsi est formé par l'ACF Fiorentina, qu'il rejoint en 2010 en provenance de l'AC Lido di Camaiore. Il n'a jamais sa chance avec l'équipe première et, en juillet 2021, il rejoint le Modena FC 2018,.
C'est avec Modena que Ponsi fait ses débuts en professionnel alors que le club évolue en Serie C. Il son premier match le 21 août 2021, lors d'une rencontre de coupe d'Italie face au Vis Pesaro dal 1898. Il entre en jeu et son équipe l'emporte par un but à zéro.
Lors de cette saison 2021-2022, Ponsi contribue à la montée du club en deuxième division,.
Ponsi marque son premier but en professionnel le 27 janvier 2024, à l'occasion d'une rencontre de Serie B face au Parme Calcio 1913. Titularisé, il délivre également une passe décisive pour Fabio Abiuso avant de marquer, et d'ainsi participer à la victoire de son équipe par trois buts à zéro.

### En sélection
Avec les moins de 17 ans, il participe au championnat d'Europe des moins de 17 ans en 2018. Lors de cette compétition organisée en Angleterre, il se contente d'un rôle de remplaçant. L'Italie s'incline en finale face aux Pays-Bas après une séance de tirs au but.
En octobre 2020, il est convoqué pour la première fois avec l'équipe d'Italie des moins de 20 ans. Il joue deux matchs avec cette sélection lors de ce même mois, contre l'Angleterre le 7 octobre (1-1 score final) et face au Portugal cinq jours plus tard (1-1).

### Style de jeu
Droitier, Fabio Ponsi a la particularité de jouer au poste d'arrière gauche, bien qu'il puisse également jouer à droite. Il est décrit comme un joueur endurant, doté de bonnes qualités offensives, une bonne technique et capable de proposer des solutions à ses attaquants.

## Vie personnelle
Issu d'une famille de sportif, Fabio Ponsi est le petit fils de Gianfranco Dell'Innocenti, ancien footballeur des années 50 ayant notamment porté les couleurs de l'AS Rome.

## Palmarès
Italie -17 ans
- Finaliste du championnat d'Europe des moins de 17 ans
  - 2018.